# Érosion fluvioglaciaire

Abrasion et excavation glaciaire (en).

L'érosion fluvioglaciaire est l'ensemble des phénomènes d'érosion dus aux glaciers et aux rivières sous-glaciaires. Des formes d'érosion glaciaire sont par exemple : les vallées glaciaires, les moraines, les blocs erratiques, les marmites glaciaires, les roches moutonnées, les tables glaciaires, etc.

## Les processus d'érosion glaciaire
« Les glaciers sont les aménagemeurs du territoire. »

— Robert Vivian, Les glaciers des Alpes Occidentales, 1975
Les principaux processus d'érosion glaciaire sont : 
- la fracturation de la roche sous l'effet des contraintes exercées par le glacier ;
- l'abrasion du sous-sol par les matériaux incorporés dans la glace basale du glacier. Elle s'opère selon deux modes, la striation (creusement de sillons et cannelures parallèles à la direction d'écoulement de la glace), et le polissage. Lorsque l'abrasion mécanique de la roche par le glacier forme une poudre très fine (limon < 50 μm), il se forme de la farine glaciaire ;
- l'érosion fluvio-glaciaire (érosion mécanique et chimique) par les eaux de torrents sous-glaciaires dans les glaciers des régions tempérées[1].

## Galerie

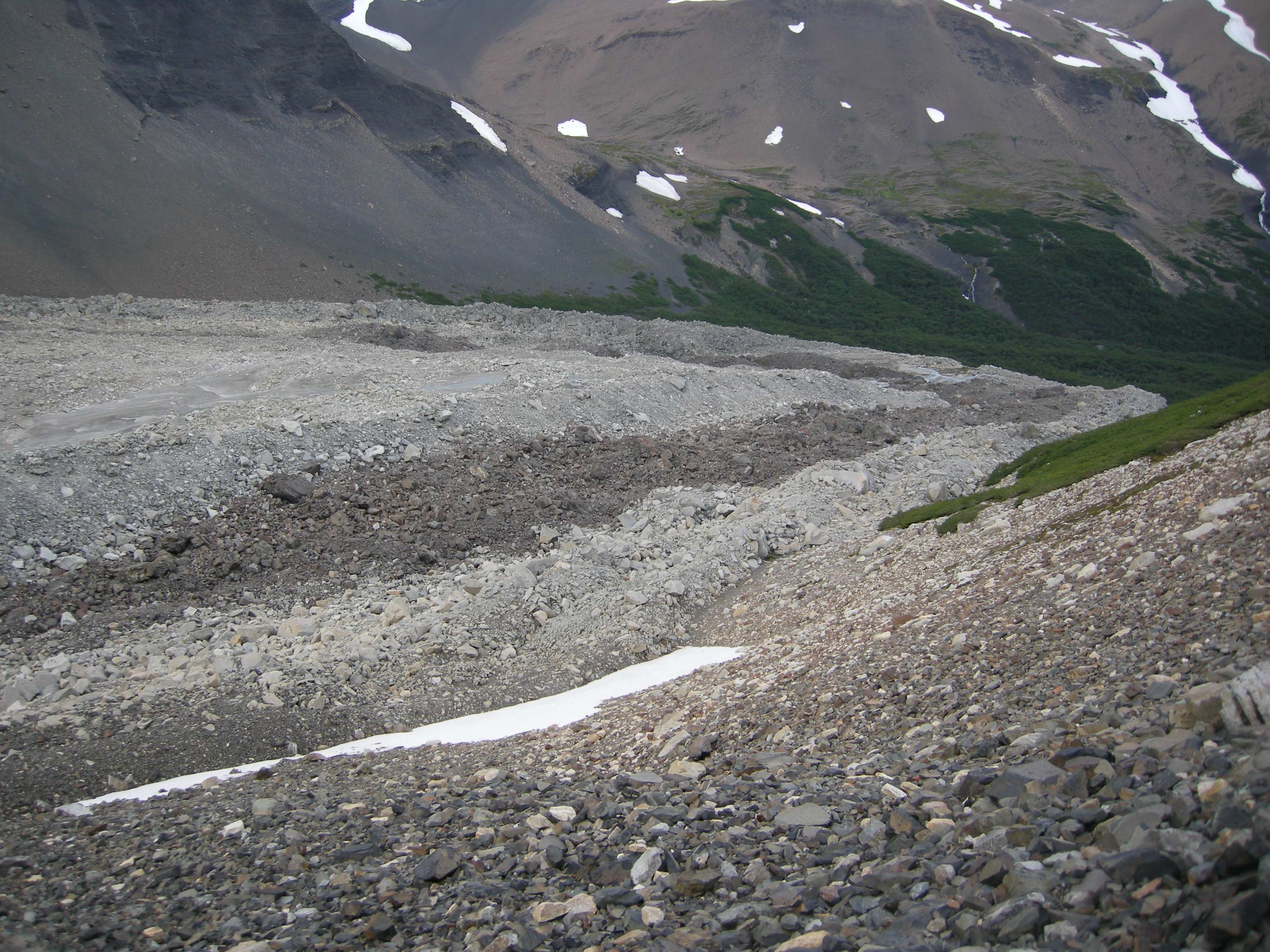
Moraine au Chili
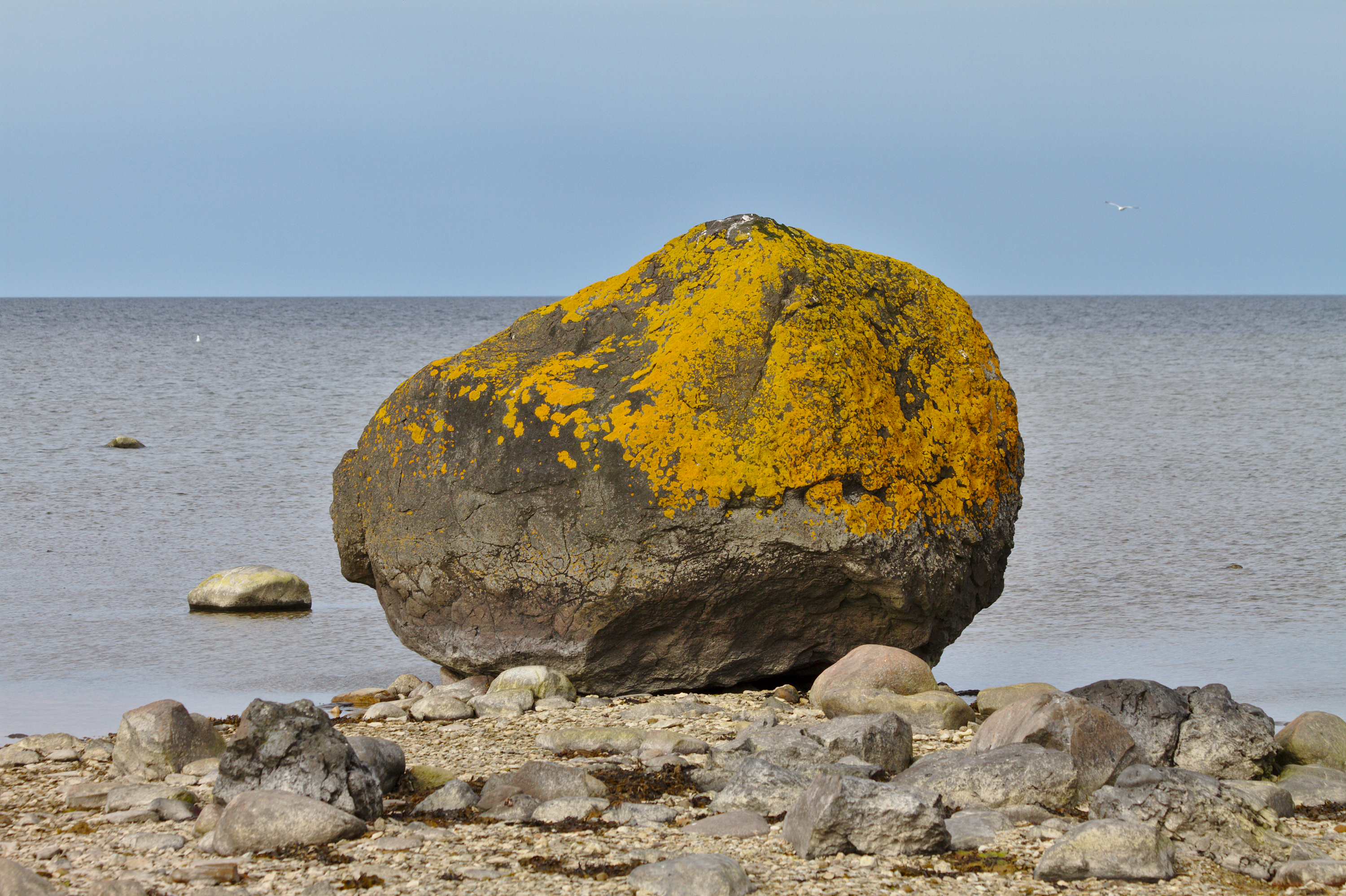
Bloc erratique en Estonie
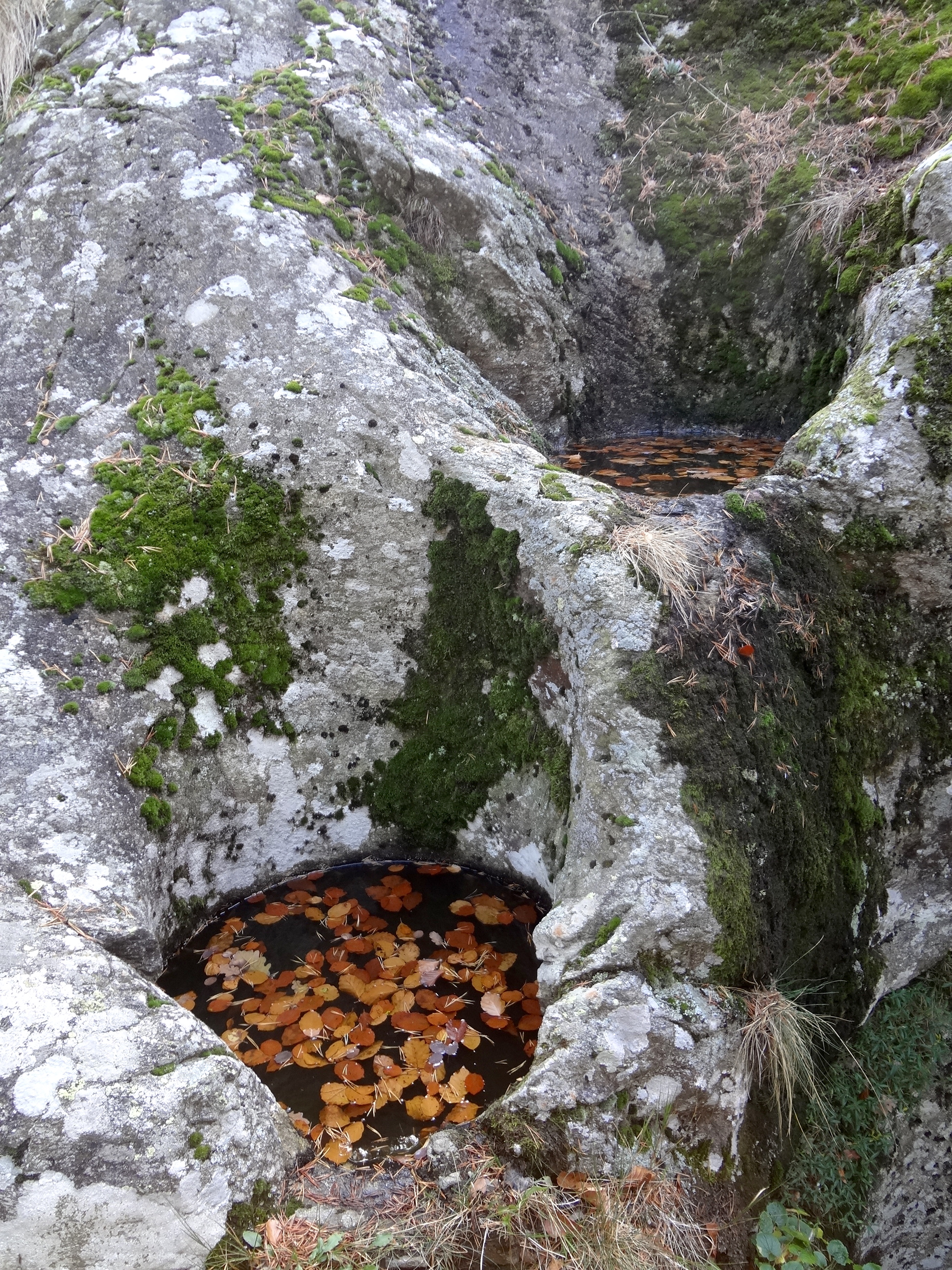
Marmites glaciaires à Salvan